# Aéroport d'Hassi Messaoud - Oued Irara - Krim Belkacem
Pour les articles homonymes, voir HME.
L'aéroport d'Hassi Messaoud - Oued Irara - Krim Belkacem (code IATA : HME • code OACI : DAUH) est un aéroport algérien, situé à 16 km à l'est de la ville d'Hassi Messaoud. 

## Présentation
L’aéroport d'Hassi Messaoud est un aéroport civil international desservant la ville d'Hassi Messaoud, au centre de la wilaya d'Ouargla et desservant principalement la 
zone pétrolifère d'Hassi Messaoud.
L’aéroport est géré par l'EGSA d'Alger.
C'est une des bases de la compagnie algérienne Tassili Airlines.

## Situation

### Carte des aéroports de l'Algérie
'
| \| 100 km1:14 790 000 \| Adrar Alger Annaba Batna Béjaïa Biskra Boufarik Chlef Constantine Ghardaïa Hassi Messaoud In Amenas Jijel Oran Sétif Tamanrasset Tébessa Tlemcen Béchar Bordj Mokhtar Djanet El Bayadh El Goléa El Oued Illizi In Salah Ghriss Ouargla Tiaret Timimoun Tindouf Touggourt |
| 100 km1:14 790 000 |

Carte statique des aéroports d'Algérie.Carte dynamique des aéroports d'Algérie.

## Histoire
L'aéroport a été nommé Krim Belkacem en hommage au chef historique du Front de libération nationale durant la guerre d'indépendance algérienne.

## Infrastructures liées

### Pistes
L’aéroport dispose d'une piste en béton bitumineux d'une longueur de 3 000 m.

## Compagnies aériennes et destinations
| Compagnies       | Destinations                                                                                           |
| ---------------- | --- |
| Air Algérie      | Alger-Houari-Boumédiène, Constantine-Mohamed-Boudiaf, Oran-Ahmed-Ben-Bella, Zarzaïtine - In Amenas     |
| Tassili Airlines | Alger-Houari-Boumédiène, Annaba-Rabah-Bitat, Béjaïa, Constantine-Mohamed-Boudiaf, Oran-Ahmed-Ben-Bella |

Édité le 07/02/2018  Actualisé le 31/07/2023